# 杏仁饼

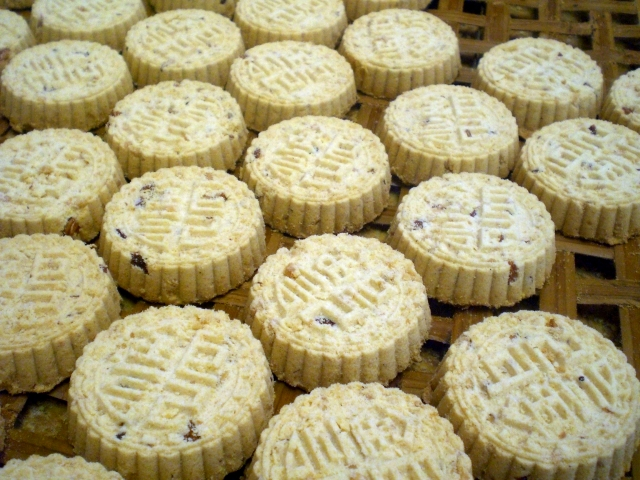
杏仁餅

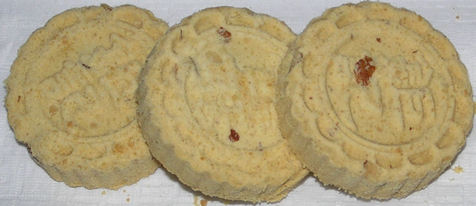
杏仁餅近攝

杏仁餅是一种綠豆餅。1918年广东中山市的中山咀香园（与澳门咀香园是同源、但目前卻沒有任何關係的兩家食品製造企業）首创「杏仁餅」，初产于中山市，后来流传到香港、澳門等地；在澳門地區，杏仁餅變成了一種手信禮品。最初的杏仁饼选用绿豆磨成粉，再制成杏仁状的饼，在饼中间夹一块糖腌猪肉，经炭炉烘烤后制成绿豆饼。杏仁餅當中並無杏仁成份，但这种饼也以酷似杏仁（Apricot Kernel）的外形而得名，现在经过改良，已变成圆饼状。也有很多不一樣的口味，包括素吃口味等。
传统上会使用炭炉烤焗，但时间较长，火候也不易控制，现今多已改用电烤炉制作。

## 配方
礼记杏仁餅最主要的配方是選用綠豆，浸泡、炒熟、烘乾、精磨，再加上豬背肉，剔去筋渣，煮熟、切片，以糖醃製作為餡料烘製而成。

## 製作方法
材料：綠豆粉350克、糖粉200克、豬肉200克、植物油（或酥油）150克、水50毫升、肉片和烤香的杏仁碎各適量,肥肉片用砂糖和少許酒醃過夜，使用前先用水燙熟瀝乾；綠豆粉、糖粉和油先拌勻，再加入水拌至無粉粒便是餅料（把杏仁粒加入拌勻便是杏仁粒杏仁餅料） 
步驟：餅模內先填入一半的粉料，放入肉心在中間；再填入另一半粉料，刮去多餘的粉料，並用手心壓實，用木棍輕敲幾下，把餅小心倒出餅模；接著將杏仁餅放在烤盤上（用烤架效果更佳），用150度烤約25分鐘即可（烤時要半敞開烤箱門，只作烘乾就可以了）。 

## 相關
- 礼记
- 唐餅